# Chrysopiji Devedziová
Chrysopiji „Piji“ Devedziová (řecky Χρυσοπηγή Δεβετζή [xrisopiˈʝi ðeveˈdzi]; * 2. ledna 1976 Alexandrupoli) je bývalá řecká atletka, která startovala v trojskoku.
Na letních olympijských hrách v roce 2004 získala stříbrnou medaili výkonem 15,25 m.